# Blutgefäß

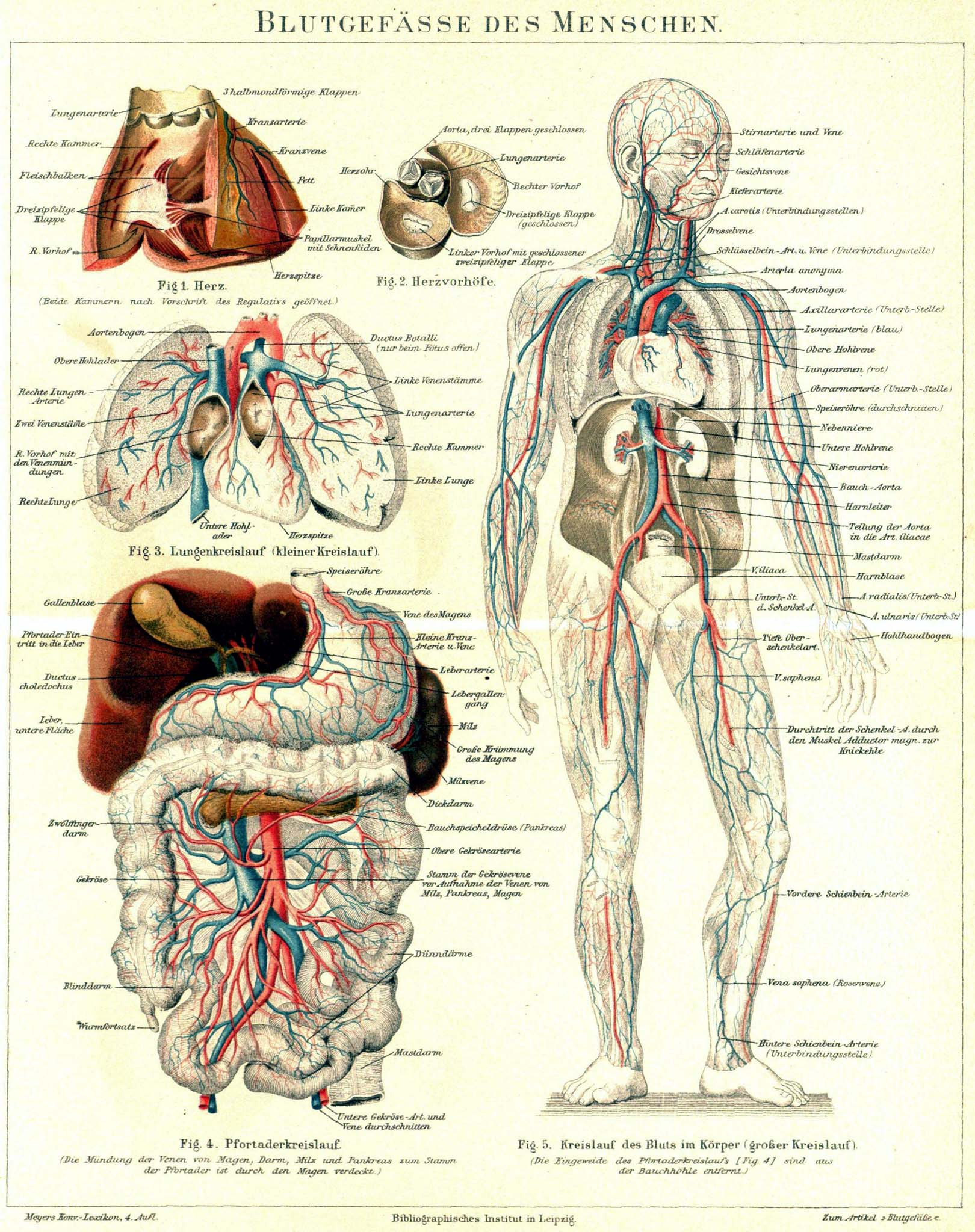
Blutgefäße des Menschen

Als Blutgefäß (lateinisch Vas sanguineum) oder Ader bezeichnet man im menschlichen oder tierischen Körper eine röhrenförmige Struktur, ein Gefäß, in der Blut transportiert wird. Alle Blutgefäße zusammengenommen mit dem Herz als Pumporgan bilden den Blutkreislauf. Intakte Blutgefäße sind eine Bedingung für den effektiven Transport des Blutes bis in die Peripherie des Körpers und für den ungestörten Blutfluss zurück zum Herzen.
Vaskulär ist der Fachbegriff für „die Blutgefäße betreffend“, endovaskulär steht für „innerhalb der Blutgefäße“ (altgriechisch ἔνδον éndon, deutsch ‚innen, innerhalb‘). Die Bildung von Blutgefäßen wird als Vaskulogenese bezeichnet, die Bildung aus bereits bestehenden Blutgefäßen als Angiogenese.
Mit Blutgefäßen und ihren Erkrankungen befasst sich das medizinische Gebiet der Angiologie.

## Einteilung
Blutgefäße werden unterteilt in:
1. Aorta (Hauptschlagader)
2. Arterien (Schlagadern)
3. Arteriolen (kleine Schlagadern)
4. Kapillaren (Haargefäße)
5. Venolen (kleine Venen)
6. Venen (Blutadern)

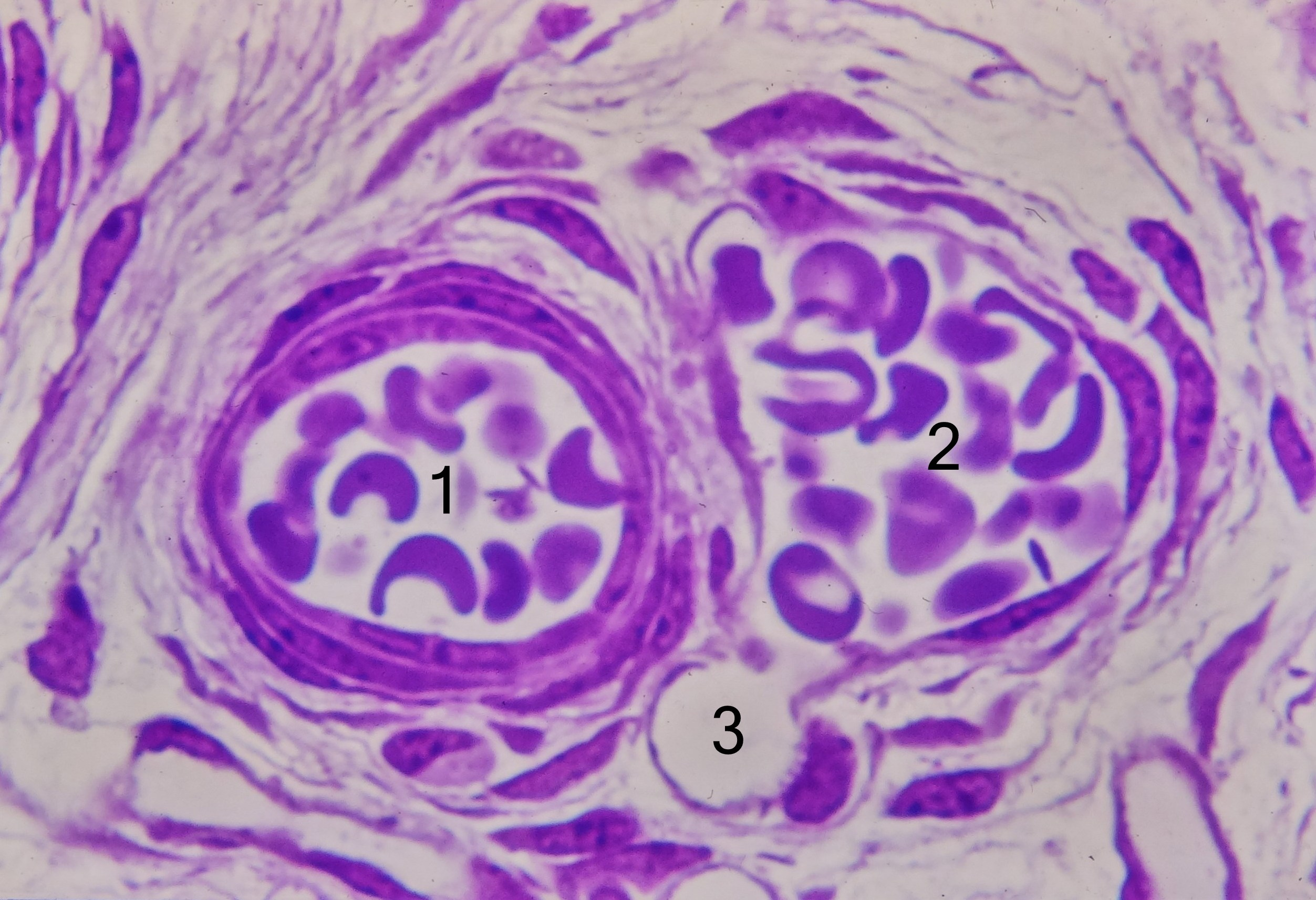
Lichtmikroskopisches Schnittbild kleiner Blutgefäße, 1 Arteriole, 2 Venole mit einmündender Kapillare 3

7. Hohlvenen: obere/untere (Vena cava superior/inferior)

Funktionell werden Vasa publica und Vasa privata unterschieden.
Zudem unterscheidet man zentrale und periphere Blutgefäße.

## Anatomischer Aufbau

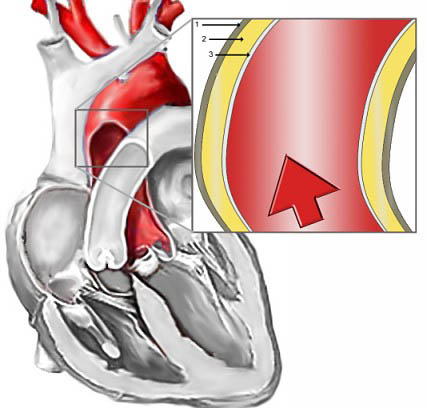
Aufbau der Gefäßwand am Beispiel der Aorta
1 Adventitia – 2 Media – 3 Intima

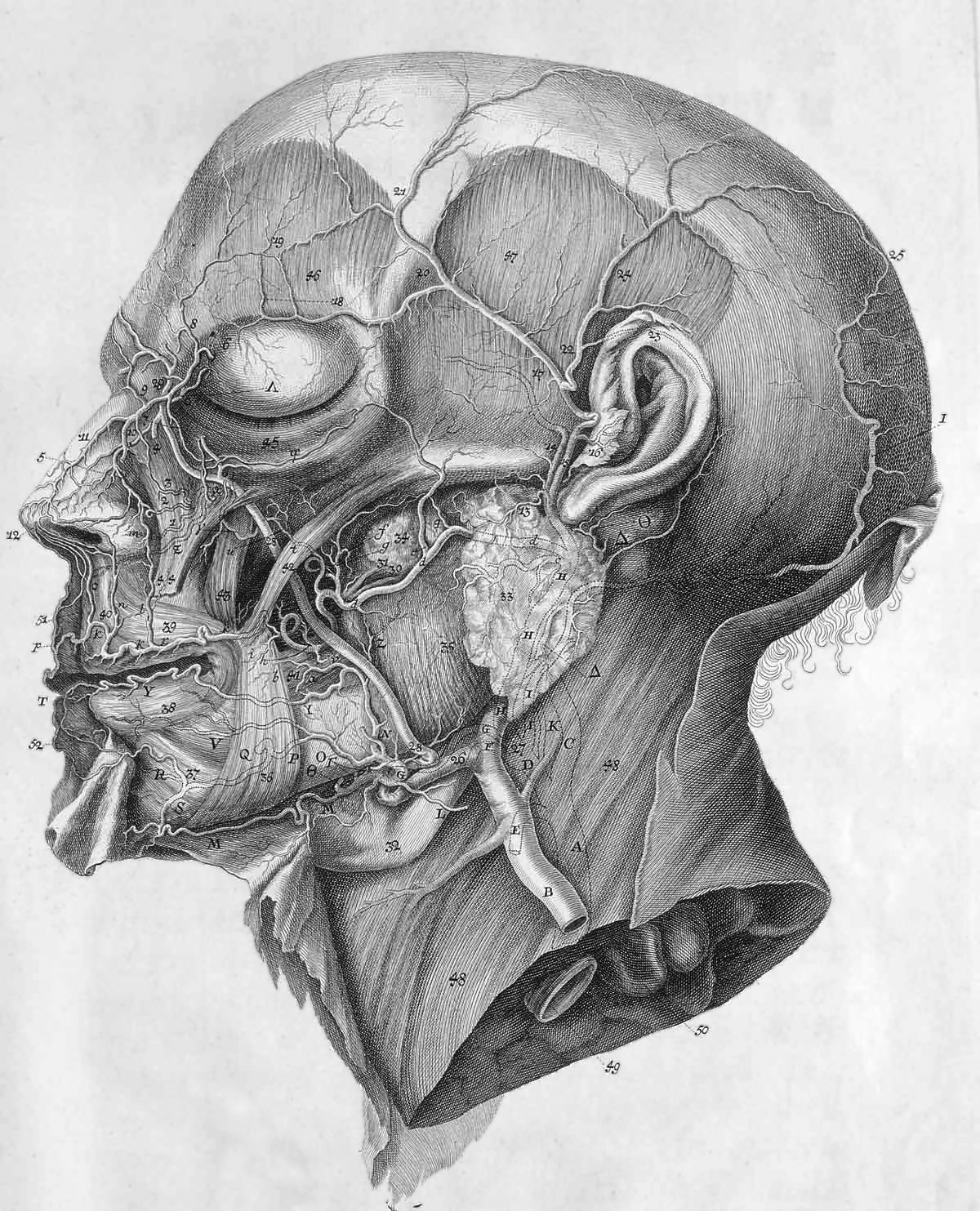
Darstellung der Blutgefäße im Bereich des Kopfes nach Albrecht von Haller

Die Wand eines größeren Blutgefäßes besteht prinzipiell aus drei verschiedenen Schichten:
1. der Tunica interna oder Tunica intima, kurz: Intima
2. der Tunica media, kurz: Media
3. der Tunica externa oder Tunica adventitia, kurz: Adventitia

Kapillaren bestehen nur aus einem Endothel, in das Perizyten eingeschaltet sind.

### Intima
Die Intima ist die innerste Schicht der Gefäßwand der Arterien, Venen und Lymphgefäße. Sie besteht aus einer einzelnen Lage von in der Längsachse des Gefäßes ausgerichteten Endothelzellen, welche dem Gas-, Flüssigkeits- und Stoffaustausch zwischen Blut und umliegendem Gewebe dienen. Sie besteht aus einer Basalmembran, einer subendothelialen Schicht von Bindegewebszellen und häufig einer Membrana elastica interna, die die Intima von der Media trennt.

### Media
Die Media besteht, je nach Gefäßtyp, aus einer mehr oder weniger ausgeprägten Muskelschicht, die beiderseits von einer Faserlamelle aus elastischem Bindegewebe begrenzt wird. Man unterscheidet die herznahen Arterien vom elastischen Typ (siehe Windkesselfunktion) und die eher distalen Arterien vom muskulären Typ. Über ihr liegt die Membrana elastica externa, die sie von der Adventitia trennt.

### Adventitia
Die Adventitia ist das umgebende lockere Bindegewebe zur Verankerung und Einbettung des Blutgefäßes in seiner Umgebung. Bei größeren Gefäßen enthält es Vasa vasorum, also feine Blutgefäße zur Versorgung der Gefäßwand. Bei kleineren Blutgefäßen erfolgt die Versorgung aus dem Lumen des Gefäßes selbst.

## Fehlinformation über die Kapillarlänge im menschlichen Körper
Eine weit verbreitete Fehlinformation besagt, dass sich alle Gefäße im menschlichen Körper aneinandergereiht über 100.000 km erstrecken würden, was dem zweieinhalbfachen Erdumfang entspricht. Die Macher des populärwissenschaftlichen YouTube-Kanals Kurzgesagt fanden als Quelle für diese Behauptung, die sie auch selbst zuvor verbreitet hatten, ein Buch des dänischen Physiologen und Nobelpreisträgers August Krogh aus dem Jahr 1922 mit dem Titel „The Anatomy and Physiology of Capillaries“. Hierin überschlägt er anhand von Annahmen über die Dichte der Kapillaren beim Menschen und Muskelproben verschiedener Tiere, dass deren Länge bei einem Menschen (mit weit überdurchschnittlichen 50 kg an Muskulatur und einem Körpergesamtgewicht von 143 kg) 100.000 km beträgt. Dabei überschätzte er die Kapillardichte menschlicher Muskeln um ein Vielfaches. In einem 2021 erschienen Paper wird die tatsächliche Kapillarlänge auf 9.000 bis 19.000 km geschätzt.